# 高逸
高逸（12世纪？—1210年），西夏大都督府尹。夏仁宗时枢密直学士高岳之子。
高逸世居河西，1210年，蒙古成吉思汗举兵出黑水北，由兀剌海关口入河西。西夏皇帝李安全派儿子李承祯为主将，以大都督府令公高逸为副元帅，率兵五万，抵御蒙古。高逸被擒获，不屈而死。兀剌海城被攻克，太傅西壁氏被俘。其子高良惠官至右丞相。高良惠的孙子高智耀在西夏灭亡之后，隐居贺兰山，后来出仕元朝。
古有高名免夋，為古代痤瘡重度患者也。